# Ignacy Karol Milewski
Ignacy Karol Korwin-Milewski herbu Korwin (ur. 27 kwietnia 1846 w Gieranonach Murowanych, zm. 16 października 1926 w Puli) – bogaty właściciel ziemski, hrabia z powiatu oszmiańskiego w guberni wileńskiej leżącej w Kraju Północno-Zachodnim Imperium Rosyjskiego. Przedstawiciel dziewiętnastowiecznego konserwatyzmu na ziemiach polskich, publicysta, mecenas sztuki, członek honorowy Towarzystwa Gimnastycznego „Sokół” w Krakowie.

## Życiorys
W latach 1856–1863 przebywał w Paryżu, gdzie ukończył Lycée impérial Bonaparte. Po pobycie w Paryżu przeniósł się do Wilna. W roku 1865 Milewski rozpoczął studia prawnicze na Uniwersytecie w Dorpacie, które ukończył trzy lata później. Był wówczas członkiem korporacji akademickiej Konwent Polonia. Lata 1868–70 spędził w Gieranonach. Do 1875 roku studiował na Akademii Sztuk Pięknych w Monachium. W 1877 roku przejął znaczną część majątku matki, co pozwoliło zgromadzić kolekcję dzieł sztuki w latach 1889–1893 w Wilnie. Kilkukrotnie zmieniał obywatelstwo z rosyjskiego na austriackie, po pewnym czasie powrócił do rosyjskiego, które ostatecznie przemianował na włoskie. W latach 1899–1926 właściciel Wyspy Świętej Katarzyny na Morzu Adriatyckim, gdzie w pałacu, zbudowanym przez Teodora Talowskiego, Milewski zgromadził dzieła między innymi takich artystów, jak: Maksymilian Gierymski, Józef Chełmoński, Leon Wyczółkowski, Jan Matejko, Jacek Malczewski.
W roku 1922 w Wilnie doznał wylewu krwi do mózgu, co znacznie nadszarpnęło jego kondycję zdrowotną. Po konflikcie z żoną zmuszony był odwoływać się do wielu ówczesnych europejskich instancji sądowych. Majątek Milewskiego obłożono sekwestrem. Zmarł w szpitalu w Puli 16 października 1926, pochowany został na cmentarzu w Rovigno d’Istria.

## Rodzina
Rodzicami Ignacego byli Milewscy herbu Korwin, ród hrabiowski i właściciele ziemscy: ojciec Oskar hrabia Korwin-Milewski herbu Korwin (przedstawiciel konserwatywnego obozu krytykujący nadmierną centralizację Imperium Rosyjskiego) oraz matka Weronika Łaniewska-Wołk herbu Korczak. Rodzice Ignacego Karola posiadali jeszcze trójkę dzieci: Marię, Oskara oraz Hipolita. Hipolit Milewski, podobnie jak Ignacy Karol, zajął się działalnością polityczną. Ignacy Karol Milewski ożenił się z Janiną Zofią z Ostroróg-Sadowskich herbu Lubicz po śmierci jej pierwszego męża Władysława Umiastowskiego w 1905 roku. Para nie miała dzieci.

## Publikacje
Był autorem wielu broszur o charakterze polityczno-publicystycznym:
- Внутренный кризись России и Народное Представительство (Wilno, 1905),
- Głos szlachcica o wyborach posła do Rady Państwa (2 wydania polskie 1910, 1911 i wydanie rosyjskie Petersburg 1911),
- Wiązanka odpowiedzi szlachcica (Wilno, 1910),
- Do czego ma dążyć szlachta litewska (wydanie polskie i rosyjskie 1911),
- Walka z kłamstwem (Petersburg 1911, wydanie rosyjskie Petersburg 1910),
- O reformie duchowieństwa na Litwie (Wilno, 1911),
- Жажду Справедливости для угнетённого литовского дворянства (Petersburg, 1912)[11].

## Program polityczny
Ignacy Karol Milewski nawoływał do zjednoczenia i lojalnej postawy wobec caratu. Według Milewskiego podporządkowanie narodów powinno być oparte na zachowaniu podstawowych praw obywatelskich i własnej tożsamości na wzór arystokracji niemieckiej czy gruzińskiej. Jak twierdził, większość szlachty zarówno polskiej, jak i litewskiej zapomniała o sytuacji porozbiorowej, kiedy to imperatorzy rosyjscy gwarantowali im szereg swobód. Skupiał się na szlachcie litewskiej, która musiała utworzyć uprzywilejowaną grupę w rosyjskim państwie, zamiast solidaryzować się z polską społecznością. Milewski poprzez pryzmat powstań bardzo niepochlebnie wypowiadał się o Polakach, winiąc ich za konsekwencje, które spadły z tego tytułu na Litwinów. Nie szczędził także słów krytyki wobec Litwinów i Polaków. Żądał, by szlachta osiadła na ziemiach litewskich wywierała nacisk na posłów do Dumy Państwowej, by realizowali swoje zobowiązania. Warunkiem sine qua non miało być również odejście od wszelkich przejawów solidarności z przedstawicielami Królestwa Polskiego, według zasady: „Należy oddać cesarzowi, co cesarskie a Bogu to, co boskie.” Słowa te ukazywały lojalizm Milewskiego, który sprowadzał się do bezgranicznej wierności monarsze, z zachowaniem rodzimej tradycji, religii i wielowiekowej kultury.

## Upamiętnienie
W 90 rocznicę śmierci hrabiego Ignacego Karola Milewskiego herbu Korwin Ambasada RP w Zagrzebiu, wraz z Ministerstwem Kultury i Dziedzictwa Narodowego, Muzeum Narodowym w Warszawie oraz władzami miasta Rovinj i przedstawicielami Polskiego Towarzystwo Kulturalnego im. Fryderyka Chopina w Rijece zorganizowało w dniach 27–28 września 2016 roku obchody 170 rocznicy urodzin i 90 rocznicy śmierci hrabiego. Dzięki współpracy odnowiono między innymi płytę nagrobną na cmentarzu w Rovinju oraz tablicę pamiątkową na Wyspie Świętej Katarzyny, której właścicielem był hrabia Milewski w latach 1899–1926. W ramach rocznicowych uroczystości otwarto także wystawę dzieł sztuki z kolekcji hrabiego Milewskiego, obecnie znajdujących się w kolekcji Muzeum Narodowego w Warszawie.